# Одоевский, Александр Иванович
Князь Алекса́ндр Ива́нович Одо́евский (26 ноября [8 декабря] 1802, Санкт-Петербург — 15 [27] августа 1839, форт Лазаревский, (ныне Лазаревский район города Сочи)) — русский поэт, прозаик, философ и декабрист из рода Одоевских.
Его литературные взгляды во многом совпадали с позицией А. С. Грибоедова, А. А. Бестужева-Марлинского, К. Ф. Рылеева, противостоявших сентиментально-меланхолическим тенденциям в литературе.

## Биография
Родился в Санкт-Петербурге в семье генерал-майора Ивана Сергеевича Одоевского (1769—1839); мать — княжна Прасковья Александровна Одоевская (ум. 09.10.1820), двоюродная сестра отца. Получил домашнее образование. С юных лет проявлял интерес к литературе.
В юности, по обычаю старинных дворянских семей, 11 февраля 1815 года он был записан на гражданскую службу — канцеляристом в Кабинет его величества; с 31.12.1818 — губернский секретарь.
В 1820 году уволился с гражданской службы и 1 октября 1821 года поступил на военную службу в Конный лейб-гвардии полк. Был признан в дворянском достоинстве и 4 ноября 1821 года произведён юнкеры; с 01.05.1822 — эстандарт-юнкер, с 23.02.1823 — корнет. В это время познакомился со своими двоюродными братьями — Александром Грибоедовым и Владимиром Одоевским.
В начале 1825 года был принят в Северное общество декабристов и примкнул к его радикальной части. Участвовал в восстании на Сенатской площади 14 декабря 1825 года и затем (16 декабря) добровольно явился к петербургскому обер-полицмейстеру А. С. Шульгину. Был заключён в Петропавловскую крепость («Одуевского посадить в Алексеевском равелине»), в № 16 Алексеевского равелина.
Был осуждён по IV разряду и по конфирмации приговорён к 12 годам каторги; срок 22 августа 1826 года был сокращён до 8 лет.
Доставлен в Читинский острог 20 марта 1827 года, где написал ответ на известное послание в Сибирь А. С. Пушкина: «Струн вещих пламенные звуки…». В сентябре был доставлен в Петровский завод. В 1832 году обращён на поселение в Тельминскую казённую фабрику в Иркутской области, откуда 2 апреля 1833 года написал письмо Николаю I о своём раскаянии с просьбой о прощении. С 1833 года жил в с. Елани (Иркутская губерния), где построил себе дом.
С высочайшего разрешения 23 мая 1836 года, по ходатайству отца, поддержанному князем И. Ф. Паскевичем, он был переведён в Ишим Тобольской губернии, а 21 июля 1837 года был определён рядовым в действующую армию на Кавказ (в Нижегородский драгунский полк), где сблизился с М. Ю. Лермонтовым, а в 1839 году познакомился с Н. П. Огарёвым. Имел репутацию умного, образованного и благородного человека; некоторые называли его даже «христоподобною» личностью.
Умер в 1839 году от малярийной лихорадки во время строительства Форта Лазарева в ходе военной экспедиции на восточный берег Чёрного моря.

## Творчество
Стихи Одоевского, написанные до 1825 года, почти не сохранились. Известны его стихотворение «Струн вещих пламенные звуки…» (1827), поэма «Василько» (1829—1830), стихотворение «Зосима» (1827—1829), «Старица-пророчица» (1829), а также «Моя Пери» (февраль 1838, Караагач), «Брак Грузии с Русским царством» (12.04.1838, Тифлис) и др. Усиление философского начала в лирике Одоевского сближает её с лермонтовской линией в русской поэзии.
Именно его перу принадлежит известная строчка: «Из искры возгорится пламя…».

## Адреса в Санкт-Петербурге

Бюст А. И. Одоевского в Лазаревском

- с августа по ноябрь 1824 года — доходный дом Погодиной — Торговая улица (в настоящее время — улица Союза Печатников), 5.
- ноябрь 1824 года — 14 декабря 1825 года — доходный дом М. Л. Булатова — Исаакиевская площадь, 7.

## Память
В честь А. И. Одоевского названы:
- проезд Одоевского в Москве.

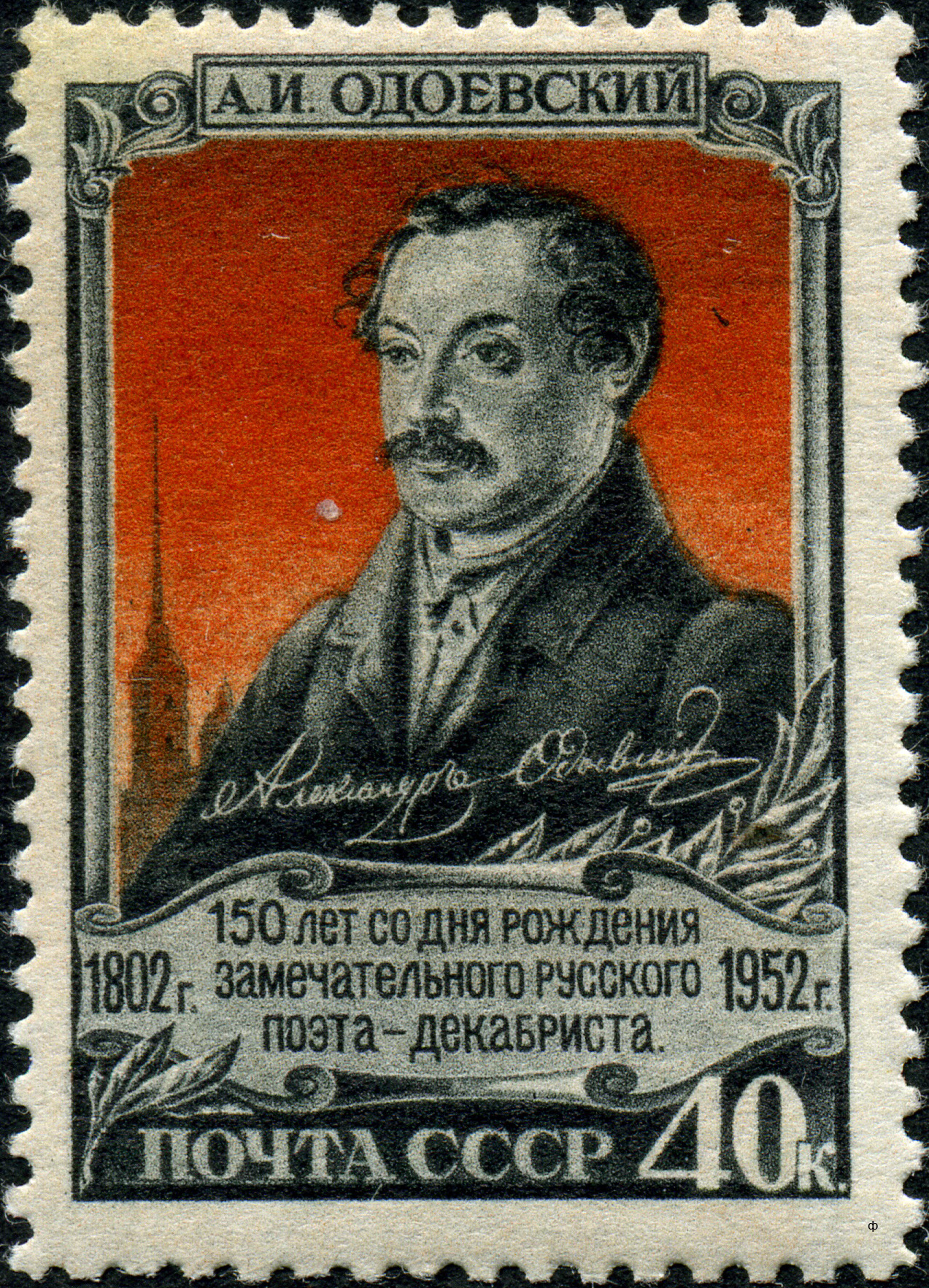
Почтовая марка СССР, 1952 год

- Улица Одоевского в Санкт-Петербурге.
- Улица в Липецке.
- Улица Одоевского в Воронеже
- Улица Одоевского в Лазаревском районе города Сочи.
- Улица Одоевского в городе Ишим.
- Улица Одоевского в городе Новосибирск.
- Улица Одоевского в Индустриальном районе города Перми.
- Улица Одоевского в Подольском районе города Киева (Украина).
- Улица Одоевского в Бабушкинском районе города Днепропетровска (Украина).
- Улица Одоевского в Фрунзенском районе города Минска.
- Бюст А. И. Одоевского установлен в посёлке Лазаревском города Сочи.
- Бюст А.И.Одоевского в городе Ишим около бывшей тюрьмы, где он находился